# Tontine
 (mai 2024).
La tontine est une association collective d’épargne qui réunit des épargnants pour investir en commun dans un actif financier ou dans un bien dont la propriété revient à une partie seulement des souscripteurs.

## Histoire
Le mot tontine vient de Lorenzo Tonti, banquier napolitain qui proposa ce système à Mazarin : chaque souscripteur verse une somme dans un fonds et touche les dividendes du capital investi. Quand un souscripteur meurt, sa part est répartie entre les survivants. Le dernier survivant récupère le capital. Dans le schéma initial (emprunt public), c'était l'État qui récupérait le capital et la tontine s'apparentait à un système de rente viagère (inventé beaucoup plus tard) et à un système de loterie nationale.
Le parlement refusa d'enregistrer l'édit de création proposé par Mazarin. Le premier emprunt tontinier fut finalement créé en 1689 par Pontchartrain pour aider au financement de la guerre contre la ligue d'Augsbourg. Dans ce premier emprunt tontinier, les souscripteurs étaient répartis entre quatorze classes d'âge allant de cinq ans en cinq ans ; les arrérages allaient de 5 % (classes 1 et 2) à 12,5 % (classes 13 et 14). Cet emprunt fut un échec : seules 5 912 personnes y souscrivirent (en provenance de toutes les classes de la société, y compris les plus modestes, notamment des domestiques). 12 036 « actions » furent souscrites alors que 65 333 étaient autorisées. L'État reçut 3 610 800 livres alors qu'il espérait collecter 19 600 000 livres, soit un taux de réussite de 18 %.
Dix emprunts tontiniers eurent lieu entre 1689 et 1759, sur le même principe mais avec quelques variantes. De nouveaux procédés furent introduits, afin de corriger les défauts des  opérations précédentes : introductions des subdivisions, émergence d’une garantie associée… Néanmoins, les emprunts tontiniers furent interdits par Terray, lors de sa banqueroute, parce qu'ils coûtaient trop cher en 1770. Ce qui était exact : les souscripteurs vivaient trop longtemps par rapport aux emprunts viagers dont la charge s'allège progressivement avec le décès des créanciers, l'emprunteur en tontine n'est libéré que lorsque tous les souscripteurs d'une classe sont décédés. Dans le cas de l'emprunt de 1689, il a fallu plus de 91 ans pour éteindre les rentes de la dernière classe !
La tontine fut largement développée au Royaume-Uni et aux États-Unis pour financer des ouvrages publics. Des montages privés firent également leur apparition. Les tontines furent interdites au Royaume-Uni et aux États-Unis car, dans plusieurs cas, des participants avaient entrepris d'assassiner les autres pour accroître leurs chances de gagner : c'est le sujet des romans Le Dernier Vivant (1873) de Paul Féval et Un mort encombrant (The Wrong Box, 1889) de Robert Louis Stevenson et Lloyd Osbourne — dont est tiré le film Un mort en pleine forme (1966) —, ainsi que d'un épisode de la saison 7 de la série Les Simpson (Grand-père Simpson et le trésor maudit) ou encore un épisode de la saison 2 de la série Archer (La tontine à tonton).
Par le biais de deux décrets en 1809 et 1818, le Conseil d’État autorisa l’assurance-vie, qui connut alors un développement fulgurant. Une troisième génération de tontine apparut alors, devenant une véritable opération d’épargne réglementée et proposant un modèle plus solide et plus structuré. La loi de 1905 donne naissance aux « sociétés à forme tontinière », uniquement habilitées à fonctionner pour les opérations tontinières.  La création du code des assurances en 1976 reconnaît le droit spécial de la Tontine.

## Typologie
Il existe trois sortes de tontines :
- les « tontines immobilières »,
- les « tontines financières »  et
- les « associations tontinières » qui sont des sortes de sociétés mutuelles ayant majoritairement cours en Afrique.

### Tontines immobilières

#### Droit en France
L'article 1044 du Code civil français permet « le pacte tontinier » dans le cas de legs. Mais c'est surtout la jurisprudence sur l'article 1130 du code civil (interdisant les pactes sur succession future) qui affirme que cet article n'est pas applicable aux acquisitions sous forme de pacte tontinier. Juridiquement il s'agit d'une clause, dite aussi « clause d'accroissement », insérée dans le contrat par lequel plusieurs personnes achètent un même bien, meuble ou immeuble, en commun. Elle prévoit que ce bien reviendra en pleine propriété au dernier des survivants, après le décès de tous les autres coacquéreurs.
Ce n'est pas une copropriété qui est ainsi organisée car chaque acheteur est supposé seul propriétaire du bien sous la condition qu'il soit le seul survivant. Par conséquent, lorsque tous les coacheteurs sont décédés sauf un, le survivant est réputé avoir été seul propriétaire du bien depuis le jour de l'acquisition et ses coacquéreurs, décédés avant lui, sont supposés n'avoir jamais rien possédé. Techniquement, le pacte tontinier est donc un contrat aléatoire conclu à titre onéreux. Par conséquent, il n'est valable que si les chances de survie sont sensiblement équivalentes, et si les montants ne sont pas trop déséquilibrés entre acheteurs. Dans le cas contraire, le pacte encourt la requalification en donation indirecte.
Par ailleurs, l'article 1964 du code civil régit les contrats aléatoires tels que les contrats d'assurance et la jurisprudence sur l'article 1130 du code civil (interdisant les pactes sur succession future) indique que cet article n'est pas applicable non plus aux contrats aléatoires (tels que les contrats d'assurance-vie qui permettent de transmettre des fonds hors succession). Ainsi certains rédigent des clauses de tontine sur la base de l'article 1964 du Code civil afin d'éviter le caractère rétroactif de la propriété aux survivants depuis le jour de l'acquisition mais il existe peu de jurisprudence sur cette pratique.

##### Fiscalité en France

###### Clause de tontine seule
Sur le plan successoral, il n'y a donc pas de transmission entre les défunts et le survivant de sorte qu'il n'y a lieu ni à application du régime des successions (règles de la réserve héréditaire notamment) ni, en principe, des droits de mutation à titre gratuit.
Néanmoins, compte tenu des risques de détournement, l'administration fiscale française soumet depuis 1980 la majorité des tontines aux règles fiscales des successions.
L'exonération n'est applicable que lorsque la tontine porte sur l'habitation principale commune aux deux acquéreurs ayant une valeur globale inférieure à 76 000 €,.
Le bien est juridiquement hors succession, mais le survivant devra donc payer des droits sur la part recueillie, calculés selon le degré de parenté et la valeur de la part. Entre concubins non pacsés, le taux de taxation est de 60 % de l'actif net recueilli.

###### Clause de tontine dans une SCI
La tontine porte sur les parts d'une Société civile immobilière (SCI). Au premier décès, seuls des droits de mutation à titre onéreux seront dus au taux de 5 % par le survivant sur les parts dont il n'était pas propriétaire.
Cette possibilité est à manier avec précaution car, bien que confirmée depuis, elle est issue d’une réponse ministérielle ancienne antérieure à 1980 et l'administration fiscale peut plaider l’abus de droit.
Il convient de préserver le caractère aléatoire de la clause en s'assurant que les associés sont d'âge et de santé comparable et de limiter l’étendue de la clause de tontine en laissant hors du pacte tontinier quelques parts ou en associant un membre de la famille d’un ou de chaque concubin, afin d'éviter la nullité de la société (qui doit comprendre au moins deux associés).

#### Droit au Québec
En droit québécois, les tontines successorales sont interdites en vertu de l'article 631 du Code civil du Québec, qui prohibe également le pacte sur succession future. Selon l'auteur de doctrine Jacques Beaulne, la tontine est peu connue au Québec car elle est prohibée depuis toujours, ayant été interdite à la fois par la Coutume de Paris, le droit anglais et le Code civil du Bas-Canada, lequel reprenait textuellement la prohibition de l'ancienne disposition du Code civil français. Le motif de l'interdiction repose sur le désir du législateur de respecter le principe de l'unicité de la succession, afin d'éviter que des biens échappent à la dévolution légale et testamentaire. Selon Beaulne, le législateur a aussi voulu interdire les contrats aléatoires sur la vie ; or, la tontine a longtemps été associée au domaine du jeu et du pari.

### Tontines financières

#### En France
Certaines mutuelles d'assurance, telles que le groupe Le Conservateur, proposent des produits où des épargnants se regroupent dans une association à forme tontinière régie par les articles  R 322-139 à R 322-159 du Code des assurances et autorisée par l'administration. Chaque tontine rassemble au minimum 200 adhérents, dont les bénéfices sont intégralement reversés aux sociétaires survivants au bout d'une durée de 15 à 25 ans. Cela permet d'améliorer les rendements des placements pour des personnes voulant se constituer une épargne pour la retraite sans se soucier des héritiers. Mais pendant toute la durée de vie de cette association, l'épargne est indisponible. Il existe deux types d'association tontinière : 
- la tontine en prime périodique (versement mensuel, trimestriel, semestriel ou annuel permettant ainsi d’épargner à fréquence régulière), d'une durée de 15 à 25 ans ;
- la tontine en prime unique (un seul versement pour une durée de 10 à 25 ans dans l’optique de faire fructifier un capital de départ).

Elle est couverte par une assurance décès invalidité qui protège les héritiers.
Cette formule d'épargne est soumise à la fiscalité avantageuse de l'assurance-vie (les gains à l'issue de l'opération sont imposés à un taux réduit).

### Associations tontinières
Les tontines revivent aujourd'hui dans un contexte où les banques refusent d'intervenir. Des groupes d'amis, voisins ou collègues peuvent se constituer afin de proposer, sur la base de la confiance, des aides à chacun des membres : les cotisations des membres et les remboursements permettent de financer les projets suivants. Ce système est possible car il y a de vraies relations sociales. Dans des contextes plus individualisés, ce sont les organismes de microcrédit qui prennent le relais. Dans certains pays d'Afrique, d'Amérique du Sud et d'Asie, la tontine s'opère sous forme d'associations plutôt que de placements. La tontine est aussi appelée cotisations en Afrique subsaharienne.

#### Fonctionnement
Il existe deux grandes familles de tontines : les tontines rotatives et les tontines à accumulation.

##### Tontine rotative
Les participants d'une tontine s'engagent à verser une somme prédéterminée à une fréquence donnée. Pour chaque tour de versement, un des participants est désigné pour être le bénéficiaire des fonds des autres participants. Deux modes de désignation du bénéficiaire existent : soit il y a tirage au sort avant chaque versement, soit le tirage au sort est fait une seule fois au début du cycle et les participants bénéficient des versements en fonction du numéro qu'ils ont tiré au sort.
Lorsque tous les participants ont été bénéficiaires des fonds une fois, le cycle de la tontine est terminée. À la fin du cycle (quand tous les participants ont déjà reçu les versements) un nouveau cycle est généralement entamé.
Pour le premier bénéficiaire, la tontine s'apparente à un crédit. Pour le dernier participant, la tontine s'apparente à une épargne.
Le nombre des participants à une tontine est en principe connu au début du cycle. Cependant, d'autres membres peuvent rejoindre la tontine avant que tous les anciens participants aient bénéficié des fonds. Dans ce cas, chaque nouvel arrivant donne son épargne à chacun des anciens participants qui ont déjà perçu les versements. La tontine est très utilisée par des groupes de femmes modestes des cités françaises.

##### Tontine à accumulation
Dans une tontine à accumulation, les cotisations ne sont pas redistribuées à un des membres mais accumulées dans la caisse de la tontine. Les fonds ainsi collectés appartiennent à la tontine jusqu'à ce que les membres décident d'effectuer un partage, c'est-à-dire de redistribuer tout l'argent accumulé aux membres, au prorata de ce qu'ils ont cotisé. 
Entre-temps l'argent de la tontine est investi de la façon dont les membres en ont décidé collectivement. Le plus souvent, les fonds sont octroyés aux membres sous forme de crédit. Les conditions du crédit sont décidées collectivement (conditions d'obtention, durée, intérêt, échéances de remboursement, recouvrement et sanctions en cas de retard dans le remboursement, etc.). Ainsi les membres empruntent auprès de la tontine pour mener des activités économiques. Ils remboursent ensuite la tontine, capital et intérêts. Les crédits étant souvent courts avec des intérêts relativement élevés, les fonds disponibles s'accroissent rapidement, ce qui permet aux membres d'emprunter plus, plus longtemps, et ainsi de développer progressivement leurs affaires. Au moment du partage, les membres reçoivent nettement plus que ce qu'ils ont cotisé. Ainsi, ceux qui ont avant tout besoin d'épargner et ceux qui ont avant tout besoin de crédit y trouvent tous leur compte. La somme importante ainsi récupérée peut permettre un investissement à plus long terme, ou de faire face à une dépense importante prévisible (fête religieuse ou familiale, frais de scolarité, etc.).
De plus, les tontines à accumulation offrent souvent des services d'assurance à leurs membres, en cas d'accident, de maladie, de décès d'un proche, etc. Ces assurances peuvent prendre la forme de cotisations exceptionnelles (qui sont données au membre affligé) ou de crédits d'urgence, sans intérêt et avec une souplesse dans le remboursement.
Ces tontines connaissent un vif succès en Afrique grâce à la palette des services financiers qu'elles offrent (épargne, crédit, assurance), et ce de manière extrêmement souple, accessible et compétitive.
Il existe une autre méthode selon laquelle la cagnotte (l'argent cotisé par les participants) est vendue aux enchères ; ne prennent part à cet exercice que les participants n'ayant pas bénéficié (acheté) à l'avance et surtout ceux qui sont dans le besoin de financement ; c'est ainsi que le taux d'achat varie selon les besoins des différents enchérisseurs. Les intérêts collectés sont partagés par les membres à la fin du cycle.

##### Autre
Dans bien d'autres cas, les deux modes de tontine (rotative et à accumulation) sont pratiqués simultanément. Cette pratique est généralement observée au Cameroun. Cette façon de cumuler les deux types de tontine ramène un peu plus de sécurité pour les membres, car la tontine cumulative qui est une caisse dont le contenu ne sera redistribué aux membres qu'à la fin du cycle peut quelquefois être prêtée à un membre pour l'aider à cotiser à la tontine rotative. Au Cameroun, quand les deux modes de tontines sont pratiqués simultanément, la tontine cumulative est appelée "caisse d'aide". Le montant des cotisations de cette caisse est généralement inférieur à celui de la tontine rotative.